# Postroff
Postroff là một xã trong vùng Grand Est, thuộc tỉnh Moselle, quận Sarrebourg, tổng Fénétrange. Tọa độ địa lý của xã là 48° 51' vĩ độ bắc, 07° 04' kinh độ đông. Postroff nằm trên độ cao trung bình là 275 mét trên mực nước biển, có điểm thấp nhất là 227 mét và điểm cao nhất là 334 mét. Xã có diện tích 5,0 km², dân số vào thời điểm 1999 là 181 người; mật độ dân số là 36 người/km². Postroff nằm khoảng 13 km về phía bắc của Sarrebourg.

## Thông tin nhân khẩu
| 1962 | 1968 | 1975 | 1982 | 1990 | 1999 |
| ---- | ---- | ---- | ---- | ---- | ---- |
| 207  | 234  | 221  | 209  | 194  | 181  |